# Emil Habr
Emil Habr (5. ledna 1908 – 29. prosince 1981) byl československý fotbalista, obránce.

## Fotbalová kariéra
V československé lize hrál za SK Kladno (1931–1935), Viktorii Plzeň (1935–1937) a SK Libeň (1938–1939). Nastoupil ve 105 ligových utkáních. Ve Středoevropském poháru nastoupil ke 4 utkáním.

## Ligová bilance
| Ročník                    | Zápasy | Góly | Klub              |
| ------------------------- | ------ | ---- | ----------------- |
| 1. asociační liga 1931/32 | -      | 0    | SK Kladno         |
| 1. asociační liga 1932/33 | -      | 0    | SK Kladno         |
| 1. asociační liga 1933/34 | -      | 0    | SK Kladno         |
| Státní liga 1934/35       | -      | 0    | SK Kladno         |
| Státní liga 1935/36       | 8      | 0    | SK Viktoria Plzeň |
| Státní liga 1936/37       | -      | 0    | SK Viktoria Plzeň |
| Státní liga 1938/39       | 10     | 0    | SK Libeň          |
| CELKEM                    | 105    | 0    |                   |